# フォルカー・リューエ

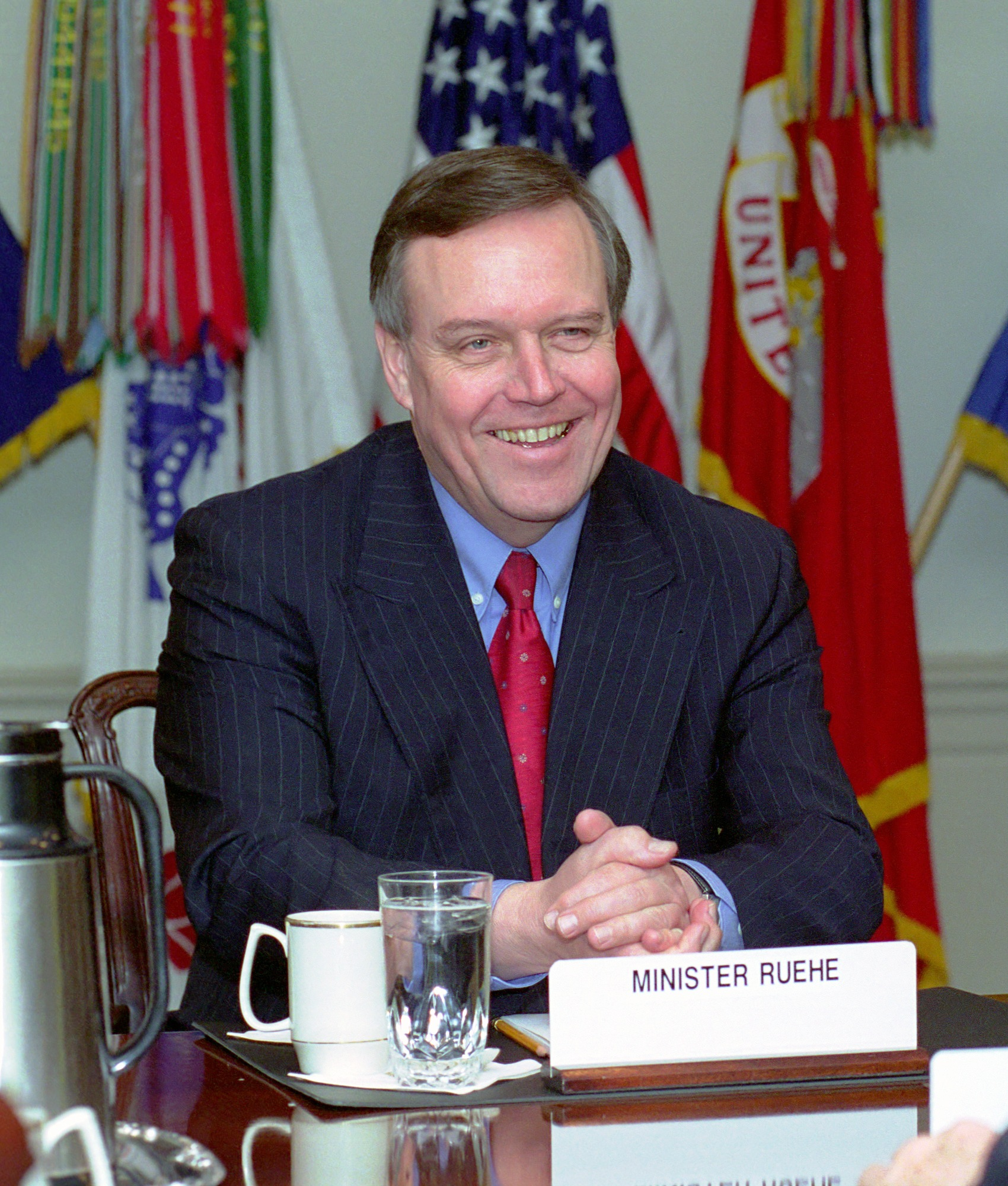
フォルカー・リューエ（2001年撮影）

フォルカー・リューエ（Volker Rühe、1942年9月25日 –　）は、ドイツの政治家。キリスト教民主同盟（CDU）所属。ヘルムート・コール内閣で1992年から1998年まで国防大臣を務めた。

## 経歴
ハンブルク出身。1962年にアビトゥーアに合格し、ハンブルク大学でドイツ語と英語の教師教育を専攻。1970年に中等教育教員資格の国家試験に合格。1976年までハンブルクで教師として働いていた。妻との間に三児。
1963年にドイツキリスト教民主同盟（CDU）に入党。1970年、ハンブルク市議会議員に当選。1973年、議会会派副会長に就任し、CDUの青年団組織Junge Unionの全国組織執行部入り（‐1975年）。1976年、ドイツ連邦議会議員に立候補し初当選。1982年、連邦議会議員会派副会長。1983年、党外交・安全保障政策委員会会長。1989年に党事務局長に就任。
1992年、第四次ヘルムート・コール内閣に国防相として入閣。国防相時代には、北大西洋条約機構（NATO）の東方拡大を支持し、ドイツの政治課題として浮上させた。コール首相後の首相候補として取りざたされたが、1998年の総選挙でCDUは敗北しコール内閣は退陣。1998年から2000年までリューエは党首代行を務めたが、この間総選挙敗北に追い打ちをかけるようにコール首相とCDUに不正政治資金問題が持ち上がった。2002年まで連邦議会議員会派副会長を兼任。
2000年、シュレースヴィヒ＝ホルシュタイン州首相を目指し出馬するも、ドイツ社会民主党（SPD）の現職ハイデ・ジモーニスに敗北している。2002年から2005年まで連邦議会外交委員長。2004年6月にはトルコの欧州連合（EU）加盟にも賛成している。2005年の連邦議会選挙に出馬せず、政界を引退した。
現在はサーベラス・キャピタル・マネジメント顧問を務めている。